# Седых, Степан Петрович
Степан Петрович Седы́х (1901—1941) — советский кадровый военный, участник боев на «Невском пятачке».

## Биография
Родился в 1901 году в деревне Большие Угоны (ныне Льговского района Курской области), происходил из крестьян-бедняков. В Красной армии с 1920 года. Член ВКП(б) с 1927 года. Окончил военную школу им. ВЦИК (1928), курсы комсостава «Выстрел» (1939). Проживал в Москве, был женат, имел сына
13 сентября 1941 года в звании майора вступил в командование 576-м стрелковым полком 115-й стрелковой дивизии, занимавшей оборону на правом берегу Невы. В ночь на 20 сентября командовал передовым отрядом, который на рыбацких лодках и самодельных плотах сумел скрытно переправиться на левый берег и решительной атакой выбить с передовых позиций немецкие части. Это позволило советским войскам создать на левом берегу Невы плацдарм — так называемый «Невский пятачок», в ходе ожесточённых боёв за который обе стороны несли затем тяжелые потери. Так, к концу сентября 115-я стрелковая дивизия потеряла 865 человек; в боевом донесении от 4 октября Седых написал, что от 576-го полка осталось всего 82 человека. 6 октября был ранен и две недели провел в госпитале; вернулся в полк 21 или 22 октября.

Личным составом полк пополнялся несколько раз. Большинство рот совсем не существует. Численность батальонов доходила до 10 — 12 чел. На 29.10 в полку насчитывается 170 штыков. День и ночь бойцы находятся под беспрерывной бомбардировкой минометных и артиллерийских батарей пр-ка. Выводы: необходимо переформировать 576 сп, вывести полк во второй эшелон…— Из донесения майора Седых
Однако 1 ноября 1941 года Степан Седых был арестован - обвинён в паникёрстве и в том, что во время одного из боёв бездействовал и находился пьяным. На следующий день — расстрелян по постановлению тройки ОО НКВД.
Реабилитирован в 2010 году. В 2014 году его именем назвали одну из улиц Кировска.